# سیارک ۴۰۰
سیارک ۴۰۰ (به انگلیسی: 400 Ducrosa، نامگذاری:1895BU) چهارصدمین سیارک کشف شده‌است که در ۱۵ مارس ۱۸۹۵ و در نیس کشف شد.
قدر مطلق سیارک برابر ۱۰٫۱۰ است.